# Skal Labissière
Skal Labissière (nascido em 18 de março de 1996) é um jogador haitiano de basquete profissional que atualmente está sem clube.
Ele jogou basquete universitário na Universidade de Kentucky e foi selecionado pelo Phoenix Suns como a 28ª escolha geral no Draft da NBA de 2016.

## Primeiros anos
Labissière nasceu em Porto Principe, no Haiti. Sua carreira no basquete começou no Collège Canado-Haïtien, uma escola secundária de Porto Príncipe, que participou de campeonatos escolares organizados pelo Comitê Interscolaire de Basket-Ball Amateur (CIBA) e Association of Basketball-Ball Interscolaire (ASI).
Durante o terremoto de 2010 no Haiti, a casa de sua família desabou com Labissière, sua mãe e seu irmão lá dentro. Todos os três sobreviveram, mas permaneceram presos sob os escombros por três horas. Suas pernas estavam presas, fazendo com que ficassem dormentes e ele ficou incapaz de andar algumas semanas depois.
Alguns meses após o terremoto, Labissière mudou-se para Memphis, Tennessee, para morar com Gerald Hamilton, que dirigia a Fundação Reach Your Dream, que trazia atletas internacionais para os Estados Unidos.

## Carreira no ensino médio
Labissière frequentou a Evangelical Christian School em Memphis e começou a jogar basquete no colégio como aluno da oitava série.
Quando chegou nos EUA, Labissière falava pouco inglês e exigia um intérprete de francês em todas as suas aulas. Depois de três a quatro meses, ele não precisou da ajuda e tornou-se fluente.
Em 2014, ele deixou a escola no último ano e se matriculou na Lausanne Collegiate School, também localizada em Memphis, mas por causa da mudança, ele foi considerado pela TSSAA como inelegível para jogar basquete em Lausanne durante a temporada. Em vez disso, Labissière jogou pela equipe da Academia Reach Your Dream Prep, de Gerald Hamilton, onde obteve média de 26 pontos, 12 rebotes e 4,5 bloqueios por jogo.
| Nome | Cidade Natal                                                 | Escola/Universidade        | Altura | Peso  | Data da revisão        |
| --- | ------------------------------------------------------------ | -------------------------- | ------ | ----- | ---------------------- |
| Skal LabissièrePF/C | Porto Principe, Haiti                                        | Lausanne Collegiate School | 2.11 m | 95 kg | 13 de Novembro de 2014 |
| Skal LabissièrePF/C | Recrutamento: Scout: Rivals: 247Sports: ESPN: ESPN grade: 96 |                            |        |       |                        |
| Classificação geral de novatos: Scout: 1º \| Rivals: 1º \| ESPN: 2º, 1º (C), 1º (TN) |                                                              |                            |        |       |                        |
| - Nota : Em muitos casos, Scout, Rivals, 247Sports e ESPN podem entrar em conflito em suas listas de altura e peso, nestes casos, a média foi obtida. - Nota: A ESPN mede os calouros numa escala de 0 a 100. - Fonte: |                                                              |                            |        |       |                        |

## Carreira universitária

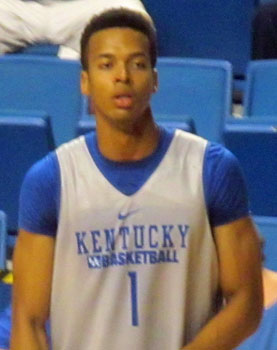
Labissière jogando por Kentucky

Labissière foi classificado como um recruta de cinco estrelas e foi considerado um dos melhores jogadores de sua classe. Ele se comprometeu com a Universidade de Kentucky para jogar basquete universitário. O técnico de UK, John Calipari, ofereceu uma bolsa a Labissière antes de qualquer outro prospecto de 2015, comparando-o a Anthony Davis.
No início da temporada, ele foi considerado um potencial número 1 do Draft da NBA de 2016. Labissière registrou médias de 6,6 pontos, 3,1 rebotes e 1,6 bloqueios em 15,8 minutos por jogo em 36 jogos.
Em 5 de abril de 2016, Labissière se declarou o Draft da NBA, renunciando aos seus últimos três anos de elegibilidade da faculdade.

## Carreira profissional

### Sacramento Kings (2016–2019)
Em 23 de junho de 2016, Labissière foi selecionado pelo Phoenix Suns com a 28ª escolha geral no Draft da NBA de 2016, tornando-se o jogador haitiano mais bem selecionado desde Samuel Dalembert (26ª no Draft da NBA de 2001). Seus direitos foram posteriormente negociados com o Sacramento Kings na noite do draft e, em 15 de julho, ele assinou seu contrato de novato com os Kings.
Labissière estreou na NBA em 5 de novembro de 2016, registrando oito pontos e três rebotes em uma derrota por 117-91 para o Milwaukee Bucks. Em 1º de março de 2017, em seu primeiro jogo como titular da carreira, Labissière registrou 10 pontos e cinco rebotes em uma derrota por 109-100 para o Brooklyn Nets. Em 15 de março de 2017, ele marcou 21 de seus 32 pontos no quarto quarto na derrota por 107–101 para o Sacramento Kings, tornando-se o primeiro novato do Draft de 2016 a marcar pelo menos 30 pontos. Ele também teve 11 rebotes e teve seu primeiro duplo-duplo. Ele se tornou o jogador mais jovem dos Kings a ter um jogo de 30 a 10 e o quarto jogador dos Kings a fazê-lo como reserva desde a temporada de 1984-85. Seu total de pontos foi o mais alto para um jogador novato dos Kings desde que o companheiro de equipe Ben McLemore marcou 31 em 2013–14. Labissière tornou-se o 41º jogador na história da NBA a marcar pelo menos 32 pontos com 20 anos ou menos - o único outro jogador a conseguir esse feito na história da franquia é Tyreke Evans. Durante sua temporada de estréia, ele teve jogou alguns jogos com o Reno Bighorns da G-League.
Em 5 de dezembro de 2017, Labissière foi designado para o Reno Bighorns. Ele foi chamado pelos Kings quatro dias depois. Em 2 de janeiro de 2018, Labissière registrou 17 pontos e 15 rebotes em uma derrota de 131-111 para o Charlotte Hornets. Em 22 de janeiro de 2018, ele marcou 23 pontos em uma derrota para o 112-107 contra Charlotte.

### Portland Trail Blazers (2019-2020)
Em 7 de fevereiro de 2019, Labissière foi negociado com o Portland Trail Blazers em troca de Caleb Swanigan.
Em 10 de abril, Labissière foi titular no último jogo da temporada do Portland, enquanto a equipe descansava seus jogadores de rotação nos playoffs. Em 40 minutos de ação, Labissière fez 29 pontos e 15 rebotes, ajudando os Blazers a superar um déficit de 28 pontos em uma vitória de 136-131.

### Atlanta Hawks (2020-Presente)
Em 6 de fevereiro de 2020, Labissière foi negociada com o Atlanta Hawks em troca de uma futura escolha do Draft de segunda rodada.

## Estatísticas

### NBA

#### Temporada regular
| Ano      | Equipe     | PJ  | MPJ  | AP   | 3P    | LL   | RT  | AS  | BR | TO | PPJ |
| -------- | ---------- | --- | ---- | ---- | ----- | ---- | --- | --- | -- | -- | --- |
| 2016–17  | Sacramento | 33  | 18.5 | .537 | .375  | .703 | 4.9 | .8  | .5 | .4 | 8.8 |
| 2017–18  | Sacramento | 60  | 20.7 | .448 | .353  | .805 | 4.8 | 1.2 | .4 | .8 | 8.7 |
| 2018–19  | Sacramento | 13  | 8.7  | .433 | .364  | .545 | 1.8 | .5  | .2 | .2 | 2.8 |
| 2018–19  | Portland   | 9   | 7.0  | .684 | 1.000 | .500 | 2.1 | .6  | .3 | .3 | 3.4 |
| 2019–20  | Portland   | 33  | 17.2 | .551 | .231  | .758 | 5.1 | 1.3 | .2 | .9 | 5.8 |
| Carreira | Carreira   | 148 | 17.5 | .492 | .353  | .748 | 4.5 | 1.0 | .4 | .7 | 7.2 |

#### Playoffs
| Ano  | Equipe   | PJ | MPJ | AP   | 3P   | LL   | RT | AS | BR | TO | PPJ |
| ---- | -------- | -- | --- | ---- | ---- | ---- | -- | -- | -- | -- | --- |
| 2019 | Portland | 3  | 3.7 | .250 | .000 | .000 | .0 | .0 | .0 | .0 | .7  |

### Universitário
| Ano     | Equipe   | PJ | MPJ  | AP   | 3P   | LL   | RT  | AS | BR | TO  | PPJ |
| ------- | -------- | -- | ---- | ---- | ---- | ---- | --- | -- | -- | --- | --- |
| 2015–16 | Kentucky | 36 | 15.8 | .516 | .000 | .661 | 3.1 | .3 | .3 | 1.6 | 6.6 |

Fonte: